# Rally Dakar 1994
Il Rally Dakar 1994 è stata la 16ª edizione del Rally Dakar (partenza da Parigi, arrivo a Parigi).

## Tappe
Nelle 16 giornate del rally raid furono disputate 16 tappe ed una serie di trasferimenti (13.379 km), con 20 prove speciali per un totale di 4.446 km.

## Classifiche

### Moto

Edi Orioli, vincitore tra le moto su Cagiva Elefant 944 Marathon.

Hanno finito la gara 47 delle 96 moto iscritte.
| Pos. | Pilota           | Mezzo    |
| ---- | ---------------- | -------- |
| 1    | Edi Orioli       | Cagiva   |
| 2    | Jordi Arcarons   | Cagiva   |
| 3    | Fabrizio Meoni   | Honda    |
| 4    | Angelo Cavandoli | KTM      |
| 5    | Patrick Sireyjol | Cagiva   |
| 6    | Gérard Antony    | Cagiva   |
| 7    | Guido Maletti    | Kawasaki |
| 8    | David Castera    | BMW      |
| 9    | Pierre Briais    | Cagiva   |
| 10   | Xavi Riba Alvaro | Kawasaki |

### Auto
Hanno finito la gara 57 delle 96 auto iscritte.
| Pos. | Pilota                      | Navigatore        | Mezzo                  |
| ---- | --------------------------- | ----------------- | ---------------------- |
| 1    | Pierre Lartigue             | Michel Périn      | Citroën ZX Rallye Raid |
| 2    | Hubert Auriol               | Gilles Picard     | Citroën ZX Rallye Raid |
| 3    | Philippe Wambergue          | Jean-Paul Cottret | Buggy Bourgoin         |
| 4    | Hiroshi Masuoka             | Andreas Schulz    | Mitsubishi Pajero      |
| 5    | Francesco Germanetti        | Philippe Rey      | Nissan Terrano         |
| 6    | Jérôme Riviere              | Philippe Monnet   | Buggy Bourgoin         |
| 7    | Giacomo Vismara             |                   | SsangYong Korando      |
| 8    | Ramón Dalmau                | Xavier Foj        | Mercedes               |
| 9    | Bob Ten Harkel              | Maarten Van Eijk  | Mitsubishi Pajero      |
| 10   | Jean-Claude van Cauwenberge | Marc Devos        | Toyota                 |

### Camion
Hanno finito la gara 10 dei 28 camion iscritti.
| Pos. | Equipaggio                        | Mezzo    |
| ---- | --------------------------------- | -------- |
| 1    | Karel Loprais / Stachura / Kalina | Tatra    |
| 2    | Yoshimasa Sugawara / Shibata      | Hino     |
| 3    | Jacques Marvy / Pons / Dujon      | Perlini  |
| 4    | Anne Kies / Tijsterman            | GINAF    |
| 5    | Klaus Bauerle / Salva             | Mercedes |
| 6    | René Metge / Serre / Diamante     | Perlini  |
| 7    | Kaket / Barthol                   | Mercedes |
| 8    | Saumet / Irisso                   | Scania   |
| 9    | Aubel / Dubois                    | Renault  |
| 10   | Bruno Birbes / Pallad             | Mercedes |